# Bistum Campo Limpo
Das Bistum Campo Limpo (lateinisch Dioecesis Campi Limpidi, portugiesisch Diocese de Campo Limpo) ist eine in Brasilien gelegene römisch-katholische Diözese mit Sitz in Campo Limpo Paulista im Bundesstaat São Paulo.

## Geschichte
Das Bistum Campo Limpo wurde am 15. März 1989 durch Papst Johannes Paul II. mit der Apostolischen Konstitution Deo bene opitulante aus Gebietsabtretungen des Erzbistums São Paulo errichtet und diesem als Suffraganbistum unterstellt.

## Bischöfe von Campo Limpo
- Emílio Pignoli, 1989–2008
- Luiz Antônio Guedes, 2008–2022
- Valdir José de Castro SSP, seit 2022